# Суспільний огріх (фільм, 1935)
Суспільна помилка (англ. Social Error) — кримінальний фільм 1935 року режисера Гаррі Л. Фрейзера. У головних ролях знялись Девід Шарп, Гертруда Мессінгер та Монте Блю. Фільм було перевипущено компанією Astor Pictures у 1948 році.

## У ролях
- Девід Шарп — Едвард Бентлі-мл.
- Гертруда Мессінгер — Джун Мертон
- Монте Блю — Дін Картер
- Ллойд Г'юз — адвокат Джонсон
- Шейла Террі — Соня
- Фред Тунз — Тінь
- Фред Колер-молодший — Джексон
- Метті Фейн — Луї
- Джозеф В. Жирар — Едвард Бентлі-ст.
- Ерл Двайр — містер Мертон